# Bixby (Oklahoma)
Bixby é uma cidade localizada no estado norte-americano de Oklahoma, no Condado de Tulsa e Condado de Wagoner.

## Demografia
Segundo o censo norte-americano de 2000, a sua população era de 13.336 habitantes. 
Em 2006, foi estimada uma população de 19.294, um aumento de 5958 (44.7%).

## Geografia
De acordo com o United States Census Bureau tem uma área de 
65,0 km², dos quais 62,3 km² cobertos por terra e 2,7 km² cobertos por água.

## Localidades na vizinhança
O diagrama seguinte representa as localidades num raio de 20 km ao redor de Bixby. 